# Fiat 1800/2100
Os Fiat 1800 e 2100 são automóveis de seis cilindros produzidos pelo fabricante italiano Fiat entre 1959 e 1968. Ambos os modelos foram lançados em 1959. Uma versão de quatro cilindros de 1500 cc, o 1500L, foi adicionada à linha em 1963, quando o 2100 foi substituído pelo 2300 com motor maior. Os 1800/2100 foram projetados pelo próprio Dante Giacosa da Fiat.

## Fiat 1800 (1959-68)

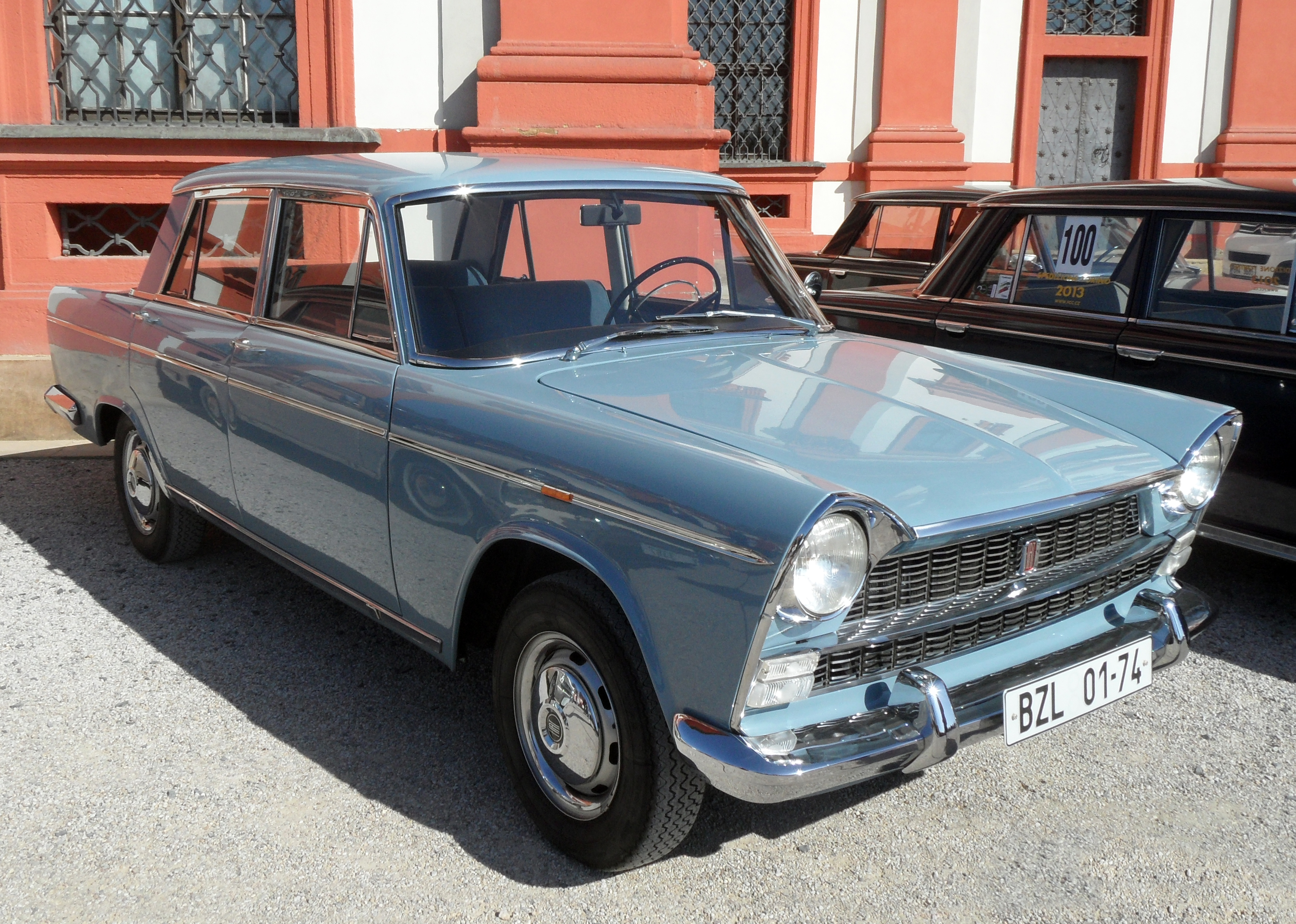
Fiat 1800 B 1964

O Fiat 1800 foi apresentado como um sedã de quatro portas no Salão de Genebra de 1959. Poucos meses depois, a Familiare (Perua) de cinco portas foi adicionado à linha, uma entre um número muito limitado de ofertas de fábrica nesta classe na Europa na época. O modelo 1800 tinha um motor de seis cilindros em linha de 1.795 cc e uma potência de 75 cv entregue por meio de uma transmissão manual de 4 velocidades. A sua velocidade máxima era, dependendo da versão, de 137–142 km/h. Este foi substituído em 1961 pelo 1800 modelo B: a potência do motor era agora de 86 cv e velocidade máxima entre 143 km/h e 146 km/h. O 1800 B também se beneficiou de freios a disco nas quatro rodas.

## Fiat 2100 (1959-61)
O 2100 era uma versão com um motor maior de seis cilindros de 2.054 cc. O diâmetro e o curso são 77,0 mm × 73,5 mm. No outono de 1959, o 2100 Speciale foi lançado com uma distância entre eixos alongada e uma grade frontal diferente. O Speciale era normalmente usado por diplomatas e para outros fins de representação. A Carrozzeria Francis Lombardi construiu uma versão mais alongada, mas com capacidade para sete pessoas e destinada principalmente ao uso de táxi, embora também estivesse disponível uma versão limusine chamada "President", adquirida principalmente pelos estados italiano e Vaticano.
O 2100 foi descontinuado na Itália em 1961, quando o Fiat 2300 ficou disponível.

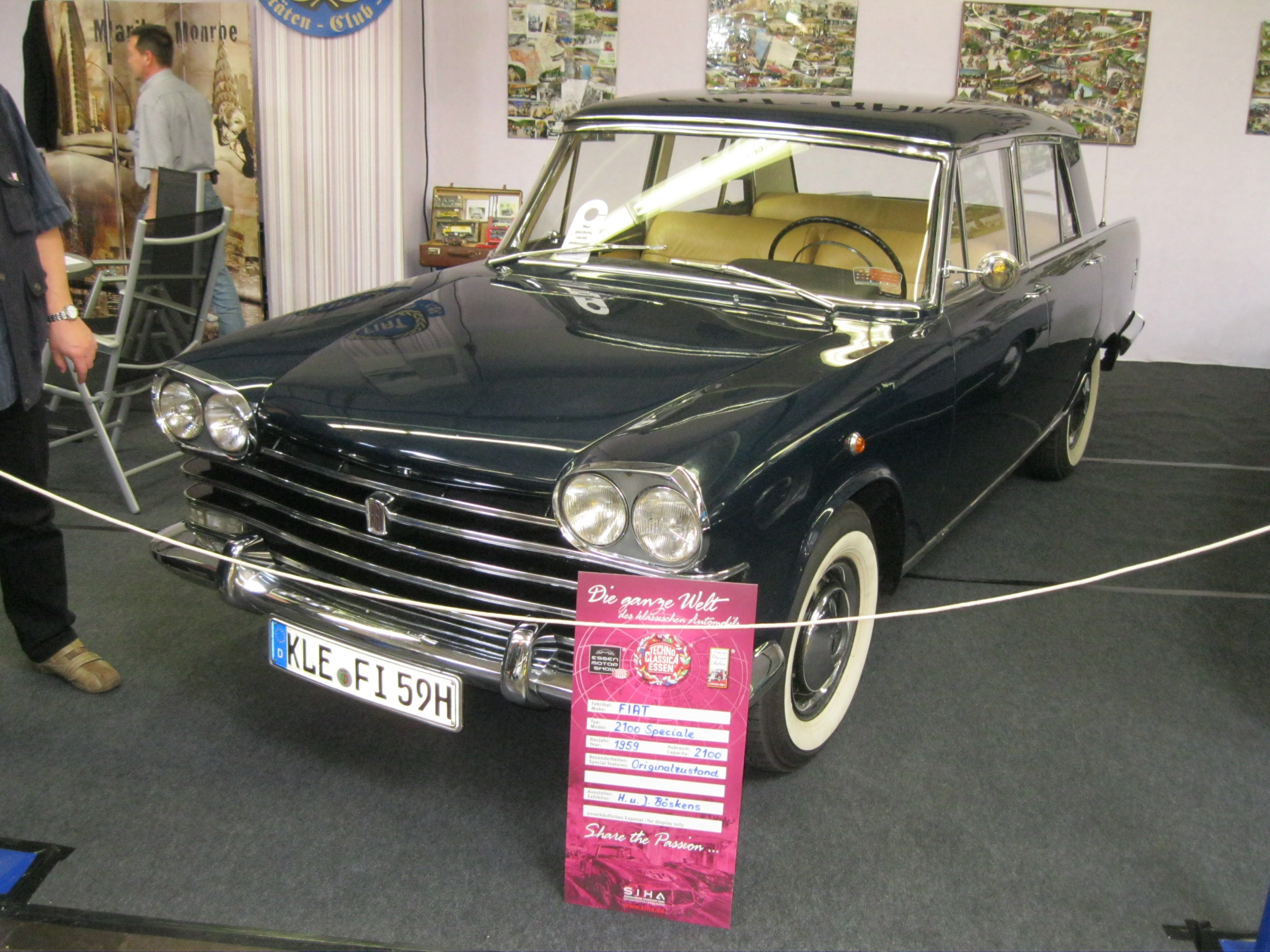
Fiat 2100 Speciale
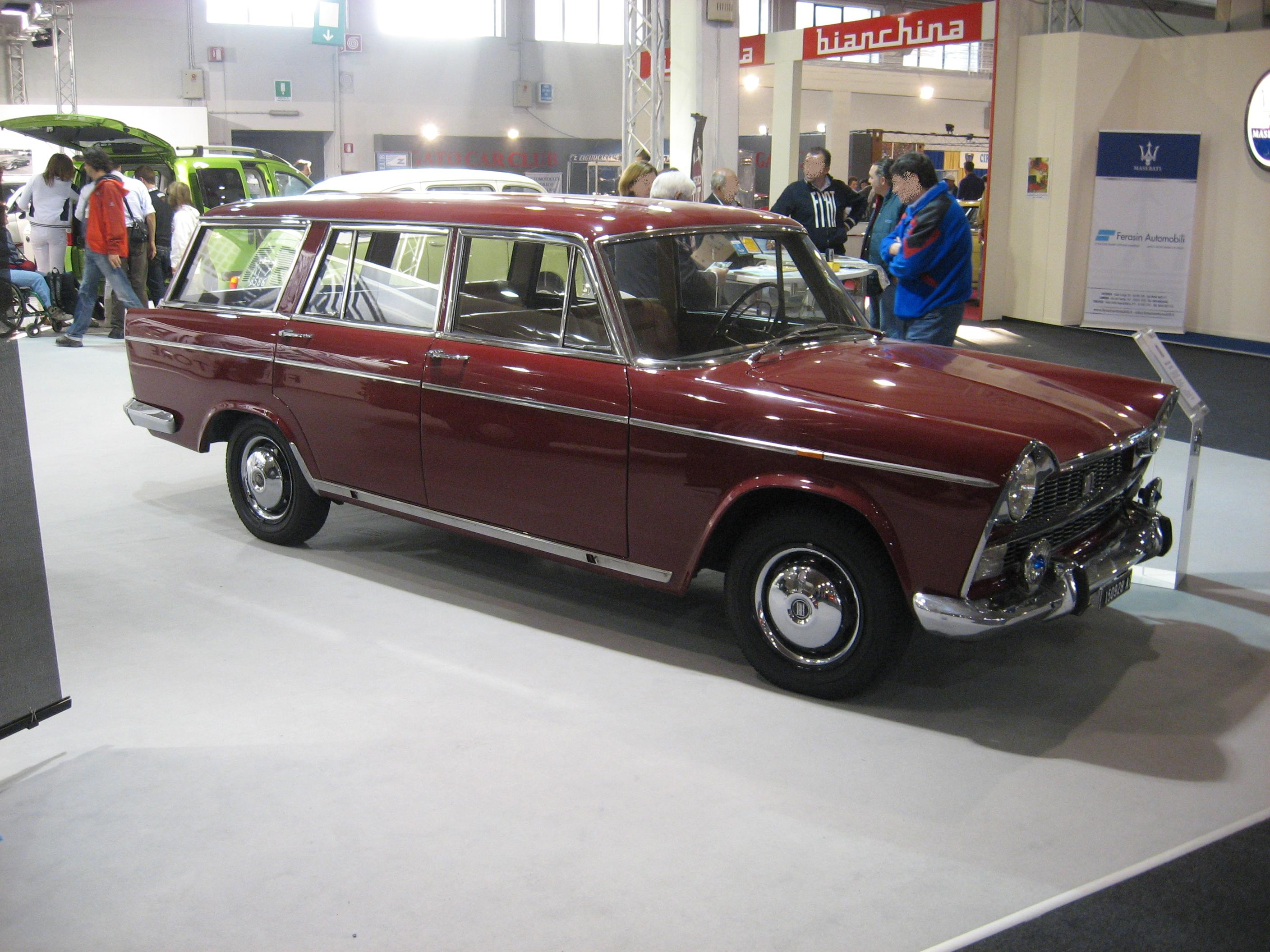
Fiat 2100 Familiare, uma das raras peruas

## Fiat 1500L (1963-68)

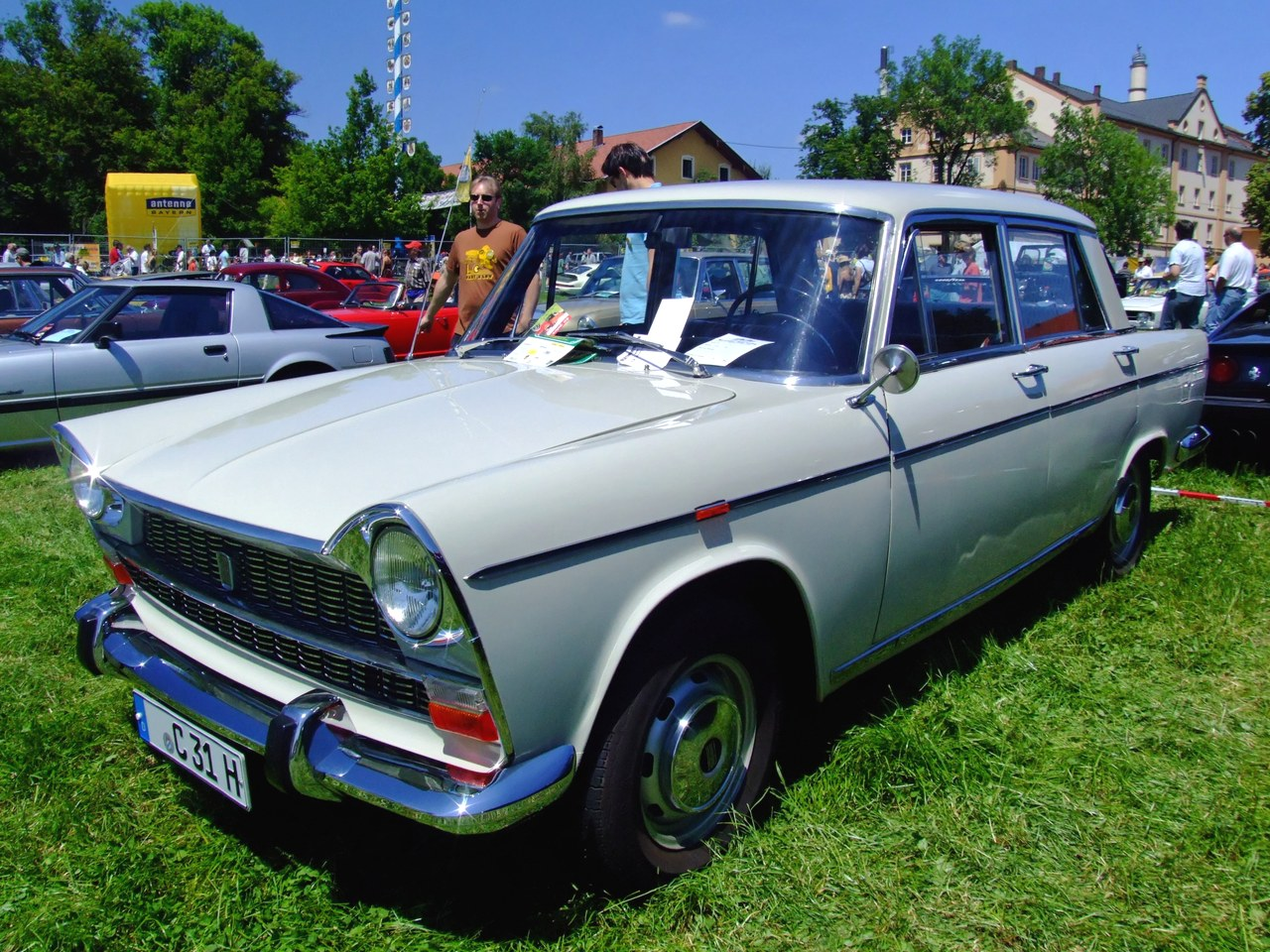
Fiat 1500L

Em 1963, a Fiat usou a carroceria do Fiat 1800/2100 para criar um modelo novo e mais barato, o Fiat 1500L. Para distingui-lo do 1300/1500 utilizou a designação 1500L (L de 'Lunga', "longo"). O carro compartilhava o motor de quatro cilindros de 1.481 cc de seu irmão mais compacto, entregando 72 cv, que foi aumentado para 75 cv em 1964 para a segunda série. Também foi oferecida uma versão de desempenho reduzido, voltada para taxistas. Este modelo revelou-se popular no sul da Europa, equipado com uma versão do motor de quatro cilindros em linha a gasolina de 1481 cc, desenvolvendo apenas 60 cv: o motor de baixa potência permitia o transporte de clientes com conforto e espaço a velocidades urbanas, sem consumir demasiado combustível.
Esta versão também foi fabricada pela  SEAT na Espanha, onde nenhuma outra versão a gasolina do Fiat 1800/2100 foi produzida. Foi designado simplesmente SEAT 1500, uma vez que nenhum equivalente do menor Fiat 1500 foi produzido pela SEAT. Quase 200.000 Seat 1500 foram produzidos até 1972.

Estima-se que a produção total na Itália da linha Fiat 1800/2100 seja de 150.000.

## Motores
| Modelo | Anos            | Motor                    | Cilindradas | Potência                    | Sistema de combustível |
| ------ | --------------- | ------------------------ | ----------- | --------------------------- | ---------------------- |
| 1800   | 1959-61         | OHV 6 cilindros em linha | 1795 cc     | 75 hp (55 kW)               | carburador único       |
| 1800B  | 1961-68         | OHV 6 cilindros em linha | 1795 cc     | 86 hp (63 kW)               | carburador único       |
| 2100   | 1959-61         | OHV 6 cilindros em linha | 2054 cc     | 82 hp (60 kW)               | carburador único       |
| 1500L  | 1963-64 1964-67 | OHV 4 cilindros em linha | 1481 cc     | 72 hp (53 kW) 75 hp (55 kW) | carburador único       |

Exceto pelo número de cilindros, os motores de seis cilindros em linha eram praticamente idênticos aos motores de quatro cilindros em linha usados no Fiat 1300 e 1500, bem como no 1500L. Por causa do design e dos componentes compartilhados, a Fiat economizou muito dinheiro e tempo de desenvolvimento.